# Oreopanax stenodactylus
Oreopanax stenodactylus är en araliaväxtart som beskrevs av Hermann Harms. Oreopanax stenodactylus ingår i släktet Oreopanax och familjen Araliaceae. Inga underarter finns listade.